# Villachiara
Villachiara is een gemeente in de Italiaanse provincie Brescia (regio Lombardije) en telt 1270 inwoners (31-12-2004). De oppervlakte bedraagt 16,8 km², de bevolkingsdichtheid is 77 inwoners per km².
De volgende frazioni maken deel uit van de gemeente: Buonpensiero, Villabuona, Villagana.

## Demografie
Villachiara telt ongeveer 456 huishoudens. Het aantal inwoners steeg in de periode 1991-2001 met 2,0% volgens cijfers uit de tienjaarlijkse volkstellingen van ISTAT.
| Jaar | Inwoneraantal |
| ---- | ------------- |
| 1991 | 1215          |
| 2001 | 1239          |

## Geografie
De gemeente ligt op ongeveer 75 m boven zeeniveau.
Villachiara grenst aan de volgende gemeenten: Azzanello (CR), Borgo San Giacomo, Genivolta (CR), Orzinuovi, Soncino (CR).